# Трансформізм гірських порід
Трансформізм гірських порід, Трансформація гірських порід – формування гірських порід, у першу чергу гранітоїдів, у процесі зміни вихідних утворень у результаті метасоматозу, яке відбувається завдяки привнесенню одних і виносу інших хімічних компонентів. Термін введений Holmes, Reynolds у 1936 р.